# Erich Rammler
Erich Rammler (* 9. Juli 1901 in Tirpersdorf; † 6. November 1986 in Freiberg) war ein deutscher Brennstofftechniker.

## Leben und Wirken

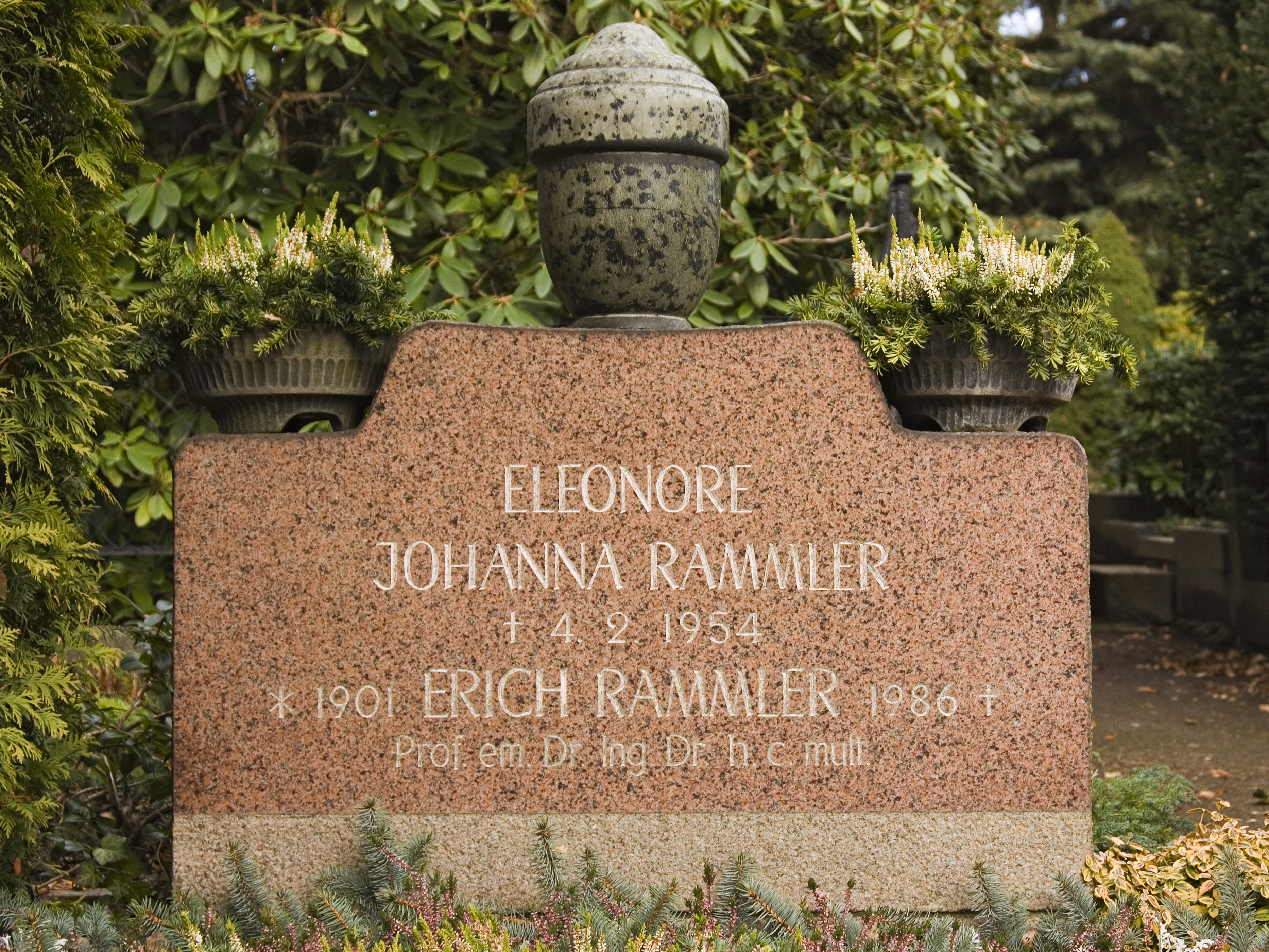
Rammlers Grab in Freiberg

Seine Jugend verbrachte Erich Rammler vorwiegend in Halle (Saale). 1919 legte er dort das Abitur ab, danach absolvierte er ein Praktikum im Bitterfelder Braunkohlenbergbau.

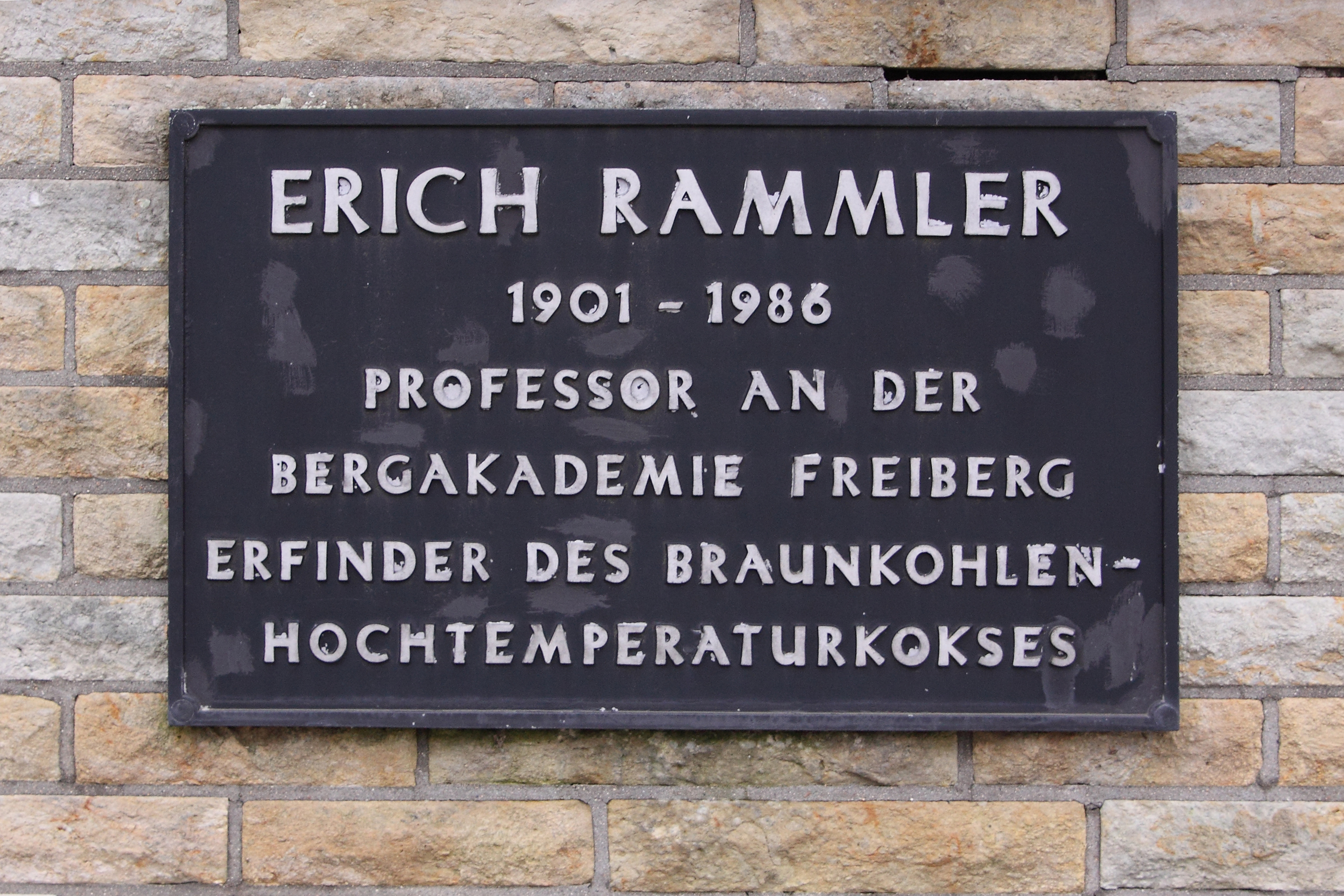
Gedenktafel in Freiberg, Richard-Wagner-Straße

Von 1920 bis 1925 studierte er an der Bergakademie Freiberg, 1927 promovierte er dort über die Feinheit von Braunkohlenstaub zum Dr.-Ing.
Von 1928 bis 1936 arbeitete Erich Rammler im Privatinstitut von Paul Rosin in Dresden; im Frühjahr 1932 unternahmen beide Wissenschaftler eine zweimonatige Forschungs- und Vortragsreise in die Sowjetunion.
Rammlers Wunsch, in Freiberg zu habilitieren, wurde ihm aus politischen Gründen verweigert. 1935 wurde Rammler jedoch ehrenamtlicher Leiter einer Abteilung im Braunkohlenforschungsinstitut der Bergakademie Freiberg. Rosin, der jüdischer Abstammung war, verkaufte 1936 sein Privatinstitut an Rammler und emigrierte zwei Jahre später. Rammler beantragte am 8. Juni 1937 die Aufnahme in die NSDAP und wurde rückwirkend zum 1. Mai desselben Jahres aufgenommen (Mitgliedsnummer 5.167.145). Ab 1941 arbeitet Rammler für den Deutschen Braunkohle-Industrie-Verein Halle. Das Dresdener Institut wurde am 13. Februar 1945 beim Bombenangriff auf Dresden zerstört; auch wertvolle Unterlagen, Veröffentlichungen und Manuskripte fielen den Flammen zum Opfer.
Nach einem Zwischenaufenthalt bei seinen Eltern in Bitterfeld ging Erich Rammler 1945 zurück an die Bergakademie Freiberg. Drei Jahre lang arbeitete er als Assistent von Karl Kegel am Institut für Brikettierung. Im Jahr 1949 wurde er zum Professor für Wärmewirtschaft und Brennstofftechnik berufen, 1951 wurde er Direktor des Instituts für Brikettierung.
Zusammen mit Georg Bilkenroth begann er 1949 seine Forschungen zur Entwicklung eines hüttenfähigen Braunkohlenhochtemperaturkokses (BHT-Koks). Die ostdeutsche Industrie benötigte dringend Koks. Traditionell wurde dieser aus Steinkohle gewonnen: Deren wichtigste Lagerstätten befanden sich jedoch im Westen Deutschlands und im nunmehr polnischen Oberschlesischen Industriegebiet. Beide Wissenschaftler konzentrierten ihre Forschungen auf die Niederlausitzer Braunkohle und konnten 1952 schließlich ihr Patent anmelden, das erfolgreich in der Industrie umgesetzt wurde; sie erhielten 1951 für ihre wissenschaftlich-technische Leistung den Nationalpreis.
Über sein Fachgebiet hinaus war Rammler vielseitig interessiert, etwa musisch (er spielte selbst Klavier) und philosophisch (sein ursprünglicher Studienwunsch).
1966 trat Erich Rammler in den Ruhestand. Er starb am 6. November 1986 in Freiberg. Seinen wissenschaftlichen Nachlass verwaltet die Universitätsbibliothek Freiberg.

## Werke
- Untersuchungen über die Messung und Bewertung der Feinheit von Kohlenstaub (Dissertation, 1927)
- Bilkenroth/Rammler: Verfahren und Vorrichtung zur Erzeugung eines stückigen Hochtemperaturkokses von hoher Druck-, Abrieb- und Sturzfestigkeit aus Braunkohlenbriketts (Patentschrift Nr. 4630, 1952)

## Auszeichnungen und Ehrungen
- Nationalpreis 1. Klasse für Wissenschaft und Technik (1951)
- Ehrendoktor der TH Aachen (1956)
- Ehrendoktor der TU Dresden (1981)
- Vaterländischer Verdienstorden in Silber (1961), in Gold (1976)
- Ehrenspange zum Vaterländischen Verdienstorden in Gold (1981)
- Ehrenbürger der Stadt Freiberg (1961)
- Hervorragender Wissenschaftler des Volkes (1966)
- Ehrenbürger der Gemeinde Tirpersdorf (1968)
- Ehrensenator der Bergakademie (1971)
- Ordentliches Mitglied der Akademie der Wissenschaften der DDR (1953)
- Ordentliches Mitglied der Sächsischen Akademie der Wissenschaften (1958)